# Henry D. Schmidt
Henry D. Schmidt (ur. 1823 w Marburgu, zm. 23 listopada 1888 w Nowym Orleanie) – amerykański lekarz patolog.
W 1848 emigrował z Europy do Pensylwanii. Zainteresował się anatomią i pracował jako prosektor u Samuela Jacksona, asystował również Josephowi Leidy′emu w jego doświadczeniach fizjologicznych. W 1858 ukończył studia medyczne na University of Pennsylvania. W 1860 przeniósł się do Medical College of Alabama, a potem do New Orleans School of Medicine. Uczestniczył w wojnie secesyjnej po stronie konfederatów jako chirurg polowy. Po wojnie związany był z Charity Hospital w Nowym Orleanie. Zmarł z powodu nerkowych powikłań reumatoidalnego zapalenia stawów.
Upamiętniony jest w eponimicznej nazwie wcięć Schmidta-Lantermana. Jego uczniami byli Paul E. Archinard, Frederick W. Parham, Henry D. Bruns i Rudolph Matas. Schmidt był jednym z amerykańskich oponentów odkrycia prątków gruźlicy przez Kocha i argumentował, że są to jedynie artefakty.

## Wybrane prace
- Microscopical anatomy of the human liver, 1869
- Synopsis of the principal facts elicited from a series of microscopical researches upon the nervous tissues, 1874
- Atrophy and hypertrophy of the brain, 1886
- Disease of one lateral half of the spinal cord, 1886